# كونواي تيرل
كونواي تيرل (بالإنجليزية: Conway Tearle)‏ ممثل أمريكي (ولد يوم 17 مايو من العام 1878) بدأ مسيرته في السينما الصامتة.

## روابط خارجية
- كونواي تيرل على موقع IMDb (الإنجليزية)
- كونواي تيرل على موقع أول موفي (الإنجليزية)
- كونواي تيرل على موقع قاعدة بيانات برودواي على الإنترنت (الإنجليزية)
- كونواي تيرل على موقع إن إن دي بي (الإنجليزية)
- كونواي تيرل على موقع ديسكوغز (الإنجليزية)
- كونواي تيرل على موقع قاعدة بيانات الفيلم (الإنجليزية)